# Буцало, Василий Филиппович
Василий Филиппович Буцало (29.01.1913 — 29.06.1978) — командир стрелкового отделения 3-го батальона 82-го гвардейского стрелкового полка (32-я гвардейская стрелковая Таманская Краснознамённая ордена Суворова дивизия, 11-й гвардейский Краснознаменный стрелковый корпус, 2-я гвардейская армия, 1-й Прибалтийский фронт), гвардии старший сержант, участник Великой Отечественной войны, кавалер ордена Славы трёх степеней.

## Биография
Родился 29 января 1913 года в городе Прохладный ныне Кабардино-Балкарской республики в крестьянской семье. Русский. Образование начальное. Работал на заводе «Прогресс», затем кочегаром на паровозе в локомотивном депо железнодорожной станции Прохладная.
С 1935 по 1937 год проходил действительную срочную службу в Красной Армии. Повторно призван 10 мая 1941 года. В действующей армии с 9 августа 1941 года. Воевал на Южном и Северо-Кавказском фронтах, в составе отдельной Приморской армии, на 1-м Прибалтийском и 1-м Белорусском фронтах. Принимал участие в оборонительных боях в Южной Украине, битве за Кавказ, Керченско-Эльтингенской десантной операции, Мелитопольской, Крымской, Шяуляйской, Мемельской и Берлинской наступательных операциях. В боях четырежды был ранен и два раза контужен.
В ходе Крымской наступательной операции при овладении селом Новые Шули (7 км юго-восточнее города Севастополь, Крым) 18 апреля 1944 года командир отделения 82-го гвардейского стрелкового полка (32-я гвардейская стрелковая дивизия, Приморская армия, 4-й Украинский фронт) гвардии старший сержант Буцало В. Ф. в числе первых ворвался в населенный пункт, несмотря на сильный миномётно-пулемётный огонь противника, огнем из ручного пулемета уничтожил 10 немецких солдат.
Приказом командира 32-й гвардейской стрелковой дивизии генерал-майора Закуренкова Н. К. 30 апреля 1944 года гвардии старший сержант Буцало Василий Филиппович награжден орденом Славы 3-й степени.
Далее приказано освободить Севастополь. Немцы создали 4 укрепленные полосы, первая полоса проходила по гряде гор, Сапун-гора имела 6 ярусов укреплений и десятки железобетонных дотов, траншей, окоп. Против каждой нашей роты действовали 32 пулемета и 15 минометов противника. 7 мая начался штурм Сапун-горы. Взрывом мины Буцало был ранен, но остался в строю, Сапун-гора была взята. В представлении к награде отмечено:

За время проведения наступательной операции  с 7 по 10 мая 1944 года проявил исключительную смелость и отвагу. Особенно отличился при взятии города Севастополя, где в числе первых ворвался в город и в уличных боях уничтожил 15 немцев и взял в плен 13 солдат и офицеров противника— 
Приказом командующего 2-й гвардейской армией от 9 июля 1944 года гвардии старший сержант Буцало Василий Филиппович награжден орденом Славы 2-й степени.
После освобождения Крыма 32-я гвардейская стрелковая дивизия была передислоцирована в полосу 1-го Прибалтийского фронта. В ходе Шяуляйской наступательной операции 24 июля 1944 года в районе местечка Трускава ныне Кедайняйского района Каунасского уезда (Литва) В. Ф. Буцало со своим отделением ворвался в траншею противника, уничтожил 2 пулеметных расчета и 8 немецких солдат. 25 июля 1944 года при отражении ожесточенных контратак противника уверенно управлял отделением, удержал занимаемую позицию. За время боев лично уничтожил 18 немецких солдат, забросал гранатами расчет пулемета. В бою был тяжело контужен, но продолжал выполнять поставленную задачу. Позже был эвакуирован в госпиталь.
Указом Президиума Верховного Совета СССР от 24 марта 1945 года за образцовое выполнение боевых заданий командования на фронте борьбы с немецкими захватчиками и проявленные при этом доблесть и мужество гвардии старший сержант Буцало Василий Филиппович награжден орденом Славы 1-й степени.
После излечения продолжил службу в 820-м стрелковом полку 117-й стрелковой дивизии в должности командира стрелкового отделения. В ходе Берлинской наступательной операции при овладении городом Фюрстенвальде (ныне район Одер-Шпре, земля Бранденбург, Германия) 23 апреля 1945 года старшина В. Ф. Буцало уверенно управлял своим подразделением и в районе военных казарм полностью выполнил поставленную ему боевую задачу. Лично в этом бою уничтожил 9 немецких солдат и 1 взял в плен. 
Приказом командира 25-го стрелкового корпуса награжден орденом Отечественной войны 2-й степени.
3 мая 1945 года в бою В. Ф. Буцало был тяжело ранен. День Победы встретил в госпитале. В октябре 1945 года демобилизован. Вернулся в родной город. Работал в строительных организациях.
Умер 29 июня 1978 года. Похоронен в городе Прохладный Кабардино-Балкарская республика.

## Награды
- Орден Отечественной войны I степени (06.05.1945)[12]

- Полный кавалер ордена Славы:
  - орден Славы I степени(24.03.1945)[13];
  - орден Славы II степени (09.07.1944)[8];
  - орден Славы III степени (30.04.1944)[5];
- медали, в том числе:
  - «За оборону Кавказа» (1.05.1944)
  - «В ознаменование 100-летия со дня рождения Владимира Ильича Ленина» (6 апреля 1970)
  - «За победу над Германией в Великой Отечественной войне 1941—1945 гг.» (9 мая 1945[14])[15]
  - «За взятие Берлина» (9.6.1945)[16]

- - «20 лет Победы в Великой Отечественной войне 1941—1945 гг.» (7 мая 1965[17])
  - «30 лет Победы в Великой Отечественной войне 1941—1945 гг.»[18]

- - «30 лет Советской Армии и Флота»[19]
  - «40 лет Вооружённых Сил СССР»[20]
  - «50 лет Вооружённых Сил СССР» (26 декабря 1967[21])
- Знак «25 лет победы в Великой Отечественной войне» (1970)

## Память
- На могиле установлен надгробный памятник.
- Его имя увековечено в Главном Храме Вооружённых сил России, и навсегда запечатлено на мемориале «Дорога памяти» [22].
- Именем В. Ф. Буцало названа улица в городе Прохладный Кабардино-Балкарской республики[23].